# Sint Maartens staatkundig referendum 1994
Het Sint Maartens staatkundig referendum 1994 was een raadgevend referendum op het eiland Sint Maarten gehouden op 14 oktober 1994 over de relatie van het eiland binnen het Koninkrijk der Nederlanden. Gelijktijdig vonden er gelijkwaardige referenda plaats op Bonaire, Saba, en Sint Eustatius. Het referendum was een gevolg van de Status aparte (autonomie) van Aruba in 1986. De meeste politici inclusief de overheid van de Nederlandse Antillen pleitten voor afscheiding en autonomie binnen het Koninkrijk der Nederlanden, maar het referendum resulteerde in het behoud van de Nederlandse Antillen.

## Resultaten
| Keuze                                              | Stemmen | %    |
| -------------------------------------------------- | ------- | ---- |
| Status quo. Blijven binnen de Nederlandse Antillen | 4.697   | 59,4 |
| Autonomie                                          | 2.606   | 33,5 |
| Integratie met Nederland                           | 72      | 0,9  |
| Onafhankelijkheid                                  | 493     | 6,2  |
| ongeldig/blanco                                    | 102     |      |
| Totaal                                             | 7.970   | 100  |
| Geregistreerde kiezers/opkomst                     | 12.232  | 65,2 |
| Bronnen:                                           |         |      |